# Leichtathletik-Länderkampf der Männer 1965 BR Deutschland – Großbritannien
| 10. Leichtathletik-Länderkampf mit bundesdeutscher Beteiligung 1965 | 10. Leichtathletik-Länderkampf mit bundesdeutscher Beteiligung 1965 |
| ------------------------------------------------------------------- | ------------------------------------------------------------------- |
|                                                                     |                                                                     |
| Ländervergleich der Männer: BR Deutschland – Großbritannien         |                                                                     |
| Austragungsort                                                      | Karlsruhe                                                           |
| Wettbewerbe                                                         | 20                                                                  |
| Datum                                                               | 25. September 1965                                                  |
| 1. FRG 2. GBR                                                       | 121 Punkte 091 Punkte                                               |
| Chronik                                                             |                                                                     |
| ← FRG-POL (F)                                                       | FRG-GBR (F) →                                                       |

Im zehnten Vergleich des Länderkampfjahres 1965 kam es zur siebten Begegnung der bundesdeutschen Männer mit Großbritannien. Die Veranstaltung wurde am 25. September in Karlsruhe ausgetragen, zwei Wochen nach dem Europacup-Finale. Zuvor hatte die Bundesrepublik Deutschland fünf Mal gewonnen, Großbritannien einmal. Das letzte Aufeinandertreffen hatte es 1963 in London gegeben, dieses hatte die Bundesrepublik Deutschland knapp für sich entschieden. Einen Tag nach der Männerbegegnung in Karlsruhe trugen auch die Frauen an einem anderen Ort einen Länderkampf mit den britischen Leichtathletinnen aus.

## Wettbewerbe und Modus
Auf dem Programm standen die bei Länderkämpfen üblichen zwanzig Disziplinen. Aus dem olympischen Wettbewerbskatalog fehlten nur der Marathonlauf, die beiden Gehwettbewerbe und der Zehnkampf. Die Wertung erfolgte in allen Disziplinen und den Staffeln nach dem Standardsystem. Ausnahmsweise fand dieses Aufeinandertreffen an einem Tag – einem Samstag – statt. Ansonsten wurden für die Länderkämpfe der Männer in aller Regel zwei Tage veranschlagt.

## Ergebnis
Im Gegensatz zu einigen früheren Begegnungen war der Ausgang diesmal eindeutig. Ziemlich ausgeglichen waren die Einzellaufdisziplinen, in denen jedes Team zu fünf Siegen kam. Hier verbuchten die britischen Leichtathleten drei Doppelerfolge, die bundesdeutschen zwei. Beide Staffeln gingen an die Bundesrepublik Deutschland. Von den Sprüngen gewann die Bundesrepublik drei, zwei davon mit Doppelerfolgen. Die Briten entschieden hier lediglich den Dreisprung für sich. Auch im Bereich Wurf/Stoß waren die bundesdeutschen Sportler mit wiederum drei Disziplinsiegen bei zwei Doppelerfolgen überlegen. Nur im Speerwurf lag Großbritannien vorn. So kam die Bundesrepublik Deutschland kam mit 121 zu 91 Punkten zu seinem sechsten Sieg gegen Großbritannien.

## Resultate

### 100 m
| Platz | Athlet           | Land | Zeit (s) |
| ----- | ---------------- | ---- | -------- |
| 1     | Gert Metz        | FRG  | 10,5     |
| 2     | Menzies Campbell | GBR  | 10,6     |
| 3     | Barrie Kelly     | GBR  | 10,7     |
| 4     | Dieter Enderlein | FRG  | 10,7     |

### 200 m
| Platz | Athlet                | Land | Zeit (s) |
| ----- | --------------------- | ---- | -------- |
| 1     | Menzies Campbell      | GBR  | 21,4     |
| 2     | Hartmut Wilke         | FRG  | 21,4     |
| 3     | Josef Schwarz         | FRG  | 21,4     |
| 4     | James Nicholson Barry | GBR  | 21,7     |

### 400 m
| Platz | Athlet             | Land | Zeit (s) |
| ----- | ------------------ | ---- | -------- |
| 1     | Manfred Kinder     | FRG  | 46,8     |
| 2     | Hans Reinermann    | FRG  | 47,1     |
| 3     | Michael Fitzgerald | GBR  | 47,8     |
| 4     | Malcolm Yardley    | GBR  | 48,7     |

### 800 m
| Platz | Athlet             | Land | Zeit (min) |
| ----- | ------------------ | ---- | ---------- |
| 1     | Franz-Josef Kemper | FRG  | 1:47,6     |
| 2     | Chris Carter       | GBR  | 1:47,7     |
| 3     | Herbert Missalla   | FRG  | 1:47,9     |
| 4     | John Boulter       | GBR  | 1:48,3     |

### 1500 m
| Platz | Athlet        | Land | Zeit (min) |
| ----- | ------------- | ---- | ---------- |
| 1     | Bodo Tümmler  | FRG  | 3:42,7     |
| 2     | Volker Panzer | FRG  | 3:43,7     |
| 3     | Antony Green  | GBR  | 3:44,4     |
| 4     | John Whetton  | GBR  | 3:44,9     |

### 5000 m
| Platz | Athlet       | Land | Zeit (min) |
| ----- | ------------ | ---- | ---------- |
| 1     | Mike Wiggs   | GBR  | 13:43,6    |
| 2     | Derek Graham | GBR  | 13:50,4    |
| 3     | Lutz Philipp | FRG  | 14:00,0    |
| 4     | Werner Girke | FRG  | 14:27,8    |

### 10.000 m
| Platz | Athlet         | Land | Zeit (min) |
| ----- | -------------- | ---- | ---------- |
| 1     | Jim Alder      | GBR  | 29:12,8    |
| 2     | Michael Freary | GBR  | 29:14,8    |
| 3     | Günter Bretag  | FRG  | 30:18,0    |
| 4     | Arno Krausse   | FRG  | 30:18,0    |

### 110 m Hürden
| Platz | Athlet         | Land | Zeit (s) |
| ----- | -------------- | ---- | -------- |
| 1     | Hinrich John   | FRG  | 14,2     |
| 2     | Mike Parker    | GBR  | 14,3     |
| 3     | Werner Trzmiel | FRG  | 14,3     |
| 4     | Laurie Taitt   | GBR  | 14,4     |

### 400 m Hürden
| Platz | Athlet          | Land | Zeit (s) |
| ----- | --------------- | ---- | -------- |
| 1     | Peter Warden    | GBR  | 51,7     |
| 2     | John Sherwood   | GBR  | 52,0     |
| 3     | Rainer Schubert | FRG  | 52,0     |
| 4     | Volker Kottmann | FRG  | 53,6     |

### 3000 m Hindernis
| Platz | Athlet            | Land | Zeit (min) |
| ----- | ----------------- | ---- | ---------- |
| 1     | Maurice Herriott  | GBR  | 8:38,2     |
| 2     | Helmut Neumann    | FRG  | 8:39,4     |
| 3     | Manfred Letzerich | FRG  | 8:48,0     |
| 4     | Ernie Pomfret     | GBR  | 8:54,6     |

### 4 × 100 m Staffel
| Platz | Besetzung      | Land                                                   | Zeit (s) |
| ----- | -------------- | ------------------------------------------------------ | -------- |
| 1     | BR Deutschland | Hartmut Wilke Gert Metz Dieter Enderlein Josef Schwarz | 39,7     |
| 2     | Großbritannien | Les Piggot Gooden Menzies Campbell Barrie Kelly        | 41,1     |

### 4 × 400 m Staffel
| Platz | Besetzung      | Land                                                        | Zeit (min) |
| ----- | -------------- | ----------------------------------------------------------- | ---------- |
| 1     | BR Deutschland | Werner Thiemann Manfred Hanika Jens Ulbricht Manfred Kinder | 3:08,9     |
| 2     | Großbritannien | John Sherwood Charles Colin Campbell Michael Fitzgerald     | 3:09,6     |

### Hochsprung
| Platz | Athlet                | Land | Höhe (m) |
| ----- | --------------------- | ---- | -------- |
| 1     | Wolfgang Schillkowski | FRG  | 2,10     |
| 2     | Ingomar Sieghart      | FRG  | 2,07     |
| 3     | Gordon Miller         | GBR  | 1,98     |
| 4     | Michael Campbell      | GBR  | 1,98     |

### Stabhochsprung
| Platz | Athlet          | Land | Höhe (m) |
| ----- | --------------- | ---- | -------- |
| 1     | Klaus Lehnertz  | FRG  | 4,90     |
| 2     | Wolfgang Pinder | FRG  | 4,60     |
| 3     | David Stevenson | GBR  | 4,20     |
| 4     | Martin Higdon   | GBR  | 4,20     |

### Weitsprung
| Platz | Athlet             | Land | Weite (m) |
| ----- | ------------------ | ---- | --------- |
| 1     | Hans-Helmut Trense | FRG  | 7,64      |
| 2     | Fred Alsop         | GBR  | 7,29      |
| 3     | Jörg Jüttner       | FRG  | 7,27      |
| 4     | Peter Reed         | GBR  | 7,18      |

### Dreisprung
| Platz | Athlet           | Land | Weite (m) |
| ----- | ---------------- | ---- | --------- |
| 1     | Fred Alsop       | GBR  | 16,37     |
| 2     | Michael Sauer    | FRG  | 16,28     |
| 3     | Hans-Jörg Müller | FRG  | 15,49     |
| 4     | Derek Boosey     | GBR  | 15,00     |

### Kugelstoßen
| Platz | Athlet         | Land | Weite (m) |
| ----- | -------------- | ---- | --------- |
| 1     | Werner Heger   | FRG  | 17,89     |
| 2     | Wolfgang Reiß  | FRG  | 17,07     |
| 3     | Martyn Lucking | GBR  | 16,92     |
| 4     | Tony Elvin     | GBR  | 15,07     |

### Diskuswurf
| Platz | Athlet          | Land | Weite (m) |
| ----- | --------------- | ---- | --------- |
| 1     | Jens Reimers    | FRG  | 54,77     |
| 2     | Hein-Direck Neu | FRG  | 52,72     |
| 3     | Bill Tancred    | GBR  | 50,96     |
| 4     | D. A. Roscoe    | GBR  | 47,65     |

### Hammerwurf
| Platz | Athlet       | Land | Weite (m) |
| ----- | ------------ | ---- | --------- |
| 1     | Uwe Beyer    | FRG  | 66,93     |
| 2     | Howard Payne | GBR  | 59,77     |
| 3     | Hans Fahsl   | FRG  | 57,42     |
| 4     | Laurie Bryce | GBR  | 55,36     |

### Speerwurf
| Platz | Athlet          | Land | Weite (m) |
| ----- | --------------- | ---- | --------- |
| 1     | Dave Travis     | GBR  | 76,45     |
| 2     | Peter Mörbel    | FRG  | 76,35     |
| 3     | Hermann Salomon | FRG  | 74,69     |
| 4     | John FitzSimons | GBR  | 72,93     |